# Xuanzhou
Der Stadtbezirk Xuanzhou (chinesisch 宣州区, Pinyin Xuānzhōu Qū) ist ein Stadtbezirk der bezirksfreien Stadt Xuancheng der chinesischen Provinz Anhui. Er hat eine Fläche von 2.630 km² und zählt 819.000 Einwohner (Stand: Ende 2018). 

## Administrative Gliederung
Auf Gemeindeebene setzt sich der Stadtbezirk aus sieben Straßenvierteln, vierzehn Großgemeinden und fünf Gemeinden zusammen. 

## Persönlichkeiten
- Mei Wending (1633–1721), Mathematiker und Astronom
- Mei Juecheng (1681–1763), Mathematiker, Herausgeber der Werke seines Großvaters Mei Wending